# 진밍구
진밍구(한국어: 금명구, 중국어: 金明区, 병음: Jīnmíng Qū)는 중화인민공화국 허난성 카이펑 시의 현급 행정구역이다. 넓이는 197km2이고, 인구는 2007년 기준으로 180,000명이다.

## 행정 구역
2개 가도, 1개 진, 2개 향을 관할한다.
- 가도: 城西街道, 梁苑街道.
- 진: 杏花营镇.
- 향: 西郊乡, 水稻乡.